# Alphonse Darlu
Alphonse Darlu (Liborna, 20 de març de 1849 - París, 5 de maig de 1921) fou un professor de filosofia francès. Professor al liceu Condorcet a París, és sobretot conegut per haver estat el mestre de Marcel Proust, tot i que també tingué com a alumnes Élie Halévy, Léon Brunschvicg, Louis Couturat o Xavier Léon. Representant de la tradició francesa del magisteri filosòfic, Darlu va publicar poc, però la seva influència fou gran sobre entre la seva audiència. El seu ensenyament és característic de la filosofia oficial de la Tercera República.
Es va interessar per la filosofia descobrint Plató als llibres d'Alfred Fouillée. Agregat de filosofia l'any 1871, fou nomenat professor de filosofia a Perigús, a Angulema i a Bordeus. L'any 1882 esdevingué professor al Lycée Saint-Louis a París i a continuació al Lycée Henri-IV. L'any 1885, fou nomenat per al Lycée Condorcet Tot seguit fou professor a les escoles normals superiors de Fontenay i de Sèvres. L'any 1893, funda amb alguns dels seus alumnes la Revue de métaphysique et de morale. Fou inspector general de la Instrucció pública des de 1901 fins a la seva jubilació l'any 1919.

## Darlu i Proust: Monsieur Beulier
De tots els seus professors a Condorcet, és Alphonse Darlu qui exercí la més profunda influència sobre el jove Marcel, i no només sobre ell. Proust fou alumne seu l'any 1888-1889 a la classe de filosofia (correspon a la "terminal" d'avui). Escriurà: « La seva paraula inspirada, més segura de perdurar que un escrit, va engendrar, tant en mi com en tants daltres, el pensament.
Marcel Proust pren Alphonse Darlu com a model per al personatge de Monsieur Beulier en la seva novel·la de joventut quasi-autobiogràfica Jean Santeuil. Jean és alumne de Monsieur Beulier.